# Mahlon Hamilton
Mahlon Hamilton (15 de junio de 1880 – 20 de junio de 1960) fue un actor teatral y cinematográfico de nacionalidad estadounidense.

## Biografía
Su nombre completo era Mahlon Preston Hamilton Jr., y nació en Baltimore, Maryland, siendo el mayor de los cuatro hijos de un camarero. Los registros del censo indican que su madre falleció hacia 1899. Hamilton sirvió con la Maryland National Guard y studio en el Maryland Agricultural College (actual Universidad de Maryland) antes de dedicarse a la actuación.
Hacia finales de los años 1910, Hamilton actuó en obras teatrales como The Great Question, Israel, When Claudia Smiles The Chaperon  y Overnight. Hamilton empezó su carrera cinematográfica en la época del cine mudo, actuando en al menos 92 filmes rodados entre 1914 y 1950. 
Mahlon Hamilton falleció en Woodland Hills, California, a causa de un cáncer. Fue enterrado en el Cementerio Valhalla Memorial Park, en North Hollywood.

## Teatro (íntegro)
- 1908 : The Great Question, de Frederick Paulding
- 1908 : The Chaperon, de Marion Fairfax
- 1909 : Israel, de Henri Bernstein, producción de Charles Frohman
- 1914 : When Claudia Smiles, de Anne Caldwell

## Selección de su filmografía

### Periodo mudo (1914-1929)
- 1915 : The Heart of a Painted Woman, de Alice Guy
- 1915 : The Final Judgment, de Edwin Carewe
- 1916 : The Eternal Question, de Burton L. King
- 1916 : Molly Make-Believe, de J. Searle Dawley
- 1917 : The Undying Flame, de Maurice Tourneur
- 1917 : The Waiting Soul, de Burton L. King
- 1917 : The Law of the Land, de Maurice Tourneur
- 1917 : Exile, de Maurice Tourneur
- 1918 : The Danger Mark, de Hugh Ford
- 1918 : The Death Dance, de J. Searle Dawley
- 1919 : Playthings of Passion, de Wallace Worsley
- 1919 : Her Kingdom of Dreams, de Marshall Neilan
- 1919 : In Old Kentucky, de Marshall Neilan
- 1920 : Half a Chance, de Robert Thornby
- 1920 : The Deadlier Sex, de Robert Thornby
- 1920 : The Third Generation, de Henry Kolker
- 1920 : Earthbound, de T. Hayes Hunter
- 1921 : Under the Lash, de Sam Wood
- 1921 : Ladies Must Live, de George Loane Tucker
- 1921 : That Girl Montana, de Robert Thornby
- 1921 : Greater Than Love, de Fred Niblo
- 1921 : I Am Guilty, de Jack Nelson
- 1922 : The Lane That Had No Turning, de Victor Fleming
- 1922 : The Green Temptation, de William Desmond Taylor
- 1922 : Peg o' My Heart, de King Vidor
- 1922 : A Fool There Was, de Emmett J. Flynn
- 1922 : Under Oath, de George Archainbaud
- 1922 : Paid Back, de Irving Cummings
- 1923 : Little Old New York, de Sidney Olcott
- 1923 : The Heart Raider, de Wesley Ruggles
- 1923 : His Children's Children, de Sam Wood
- 1923 : The Christian, de Maurice Tourneur
- 1923 : The Midnight Guest, de George Archainbaud
- 1924 : The Recoil, de T. Hayes Hunter
- 1924 : Playthings of Desire, de Burton L. King
- 1925 : The Wheel, de Victor Schertzinger
- 1925 : Idaho, de Robert F. Hill
- 1926 : Home Sweet Home, de John Gorman
- 1929 : The Single Standard, de John S. Robertson

### Cine sonoro (1929-1950)
- 1929 : Honky Tonk, de Lloyd Bacon
- 1929 : Rich People, de Edward H. Griffith
- 1930 : Code of Honor, de J. P. McGowan
- 1931 : Sporting Chance, de Albert Herman
- 1932 : The Western Limited, de Christy Cabanne
- 1932 : Strangers of the Evening, de H. Bruce Humberstone
- 1934 : High School Girl, de Crane Wilbur
- 1935 : Mississippi, de Wesley Ruggles y A. Edward Sutherland
- 1935 : Ana Karenina, de Clarence Brown
- 1936 : The Amazing Exploits of the Clutching Hand, de Albert Herman
- 1936 : Muñecos infernales, de Tod Browning
- 1936 : The Boss Rider of Gun Creek, de Lesley Selander
- 1937 : Big City, de Frank Borzage
- 1941 : Love Crazy, de Jack Conway
- 1944 : La señora Parkington, de Tay Garnett
- 1947 : High Barbaree, de Jack Conway
- 1948 : El estado de la Unión, de Frank Capra
- 1949 : The Barkleys of Broadway, de Charles Walters

## Galería fotográfica

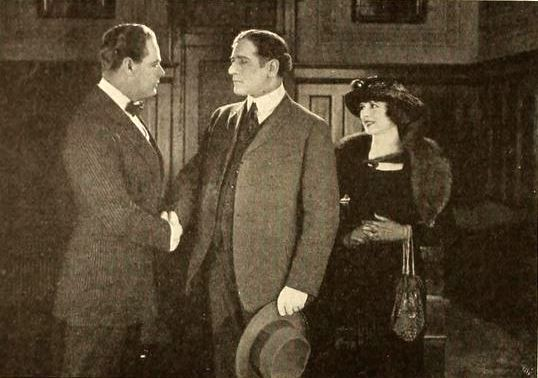
Escena de Her Kingdom of Dreams (1919), con Mahlon Hamilton y Anita Stewart
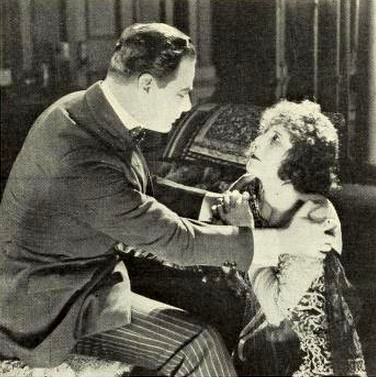
Escena de I Am Guilty (1921), con Louise Glaum y Mahlon Hamilton
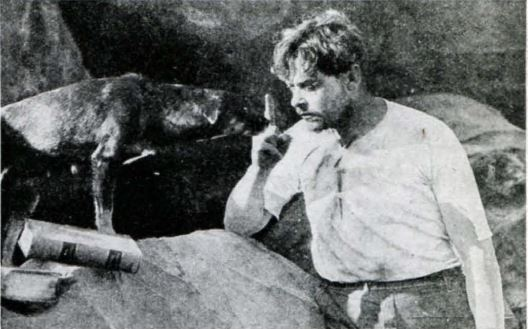
Mahlon Hamilton en Half a Chance (1920)
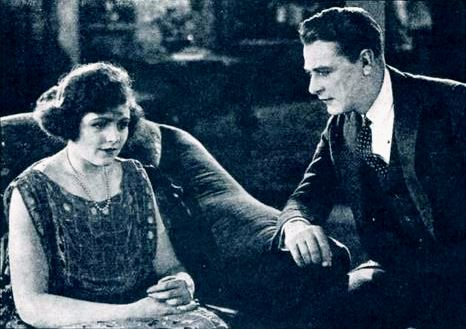
Escena de Under Oath (1922), con Elaine Hammerstein y Mahlon Hamilton
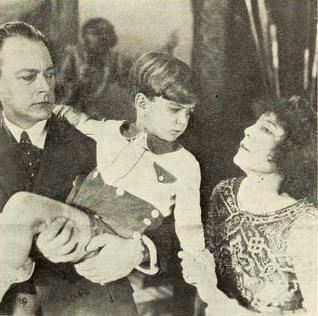
Escena de I Am Guilty (1921), con Louise Glaum, Michael D. Moore y Mahlon Hamilton
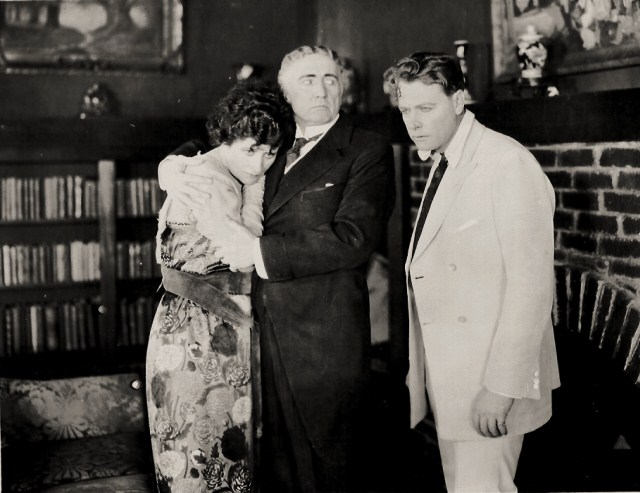
De izq. a der.: Kitty Gordon, un actor desconocido y Mahlon Hamilton en Playthings of Passion (1919)
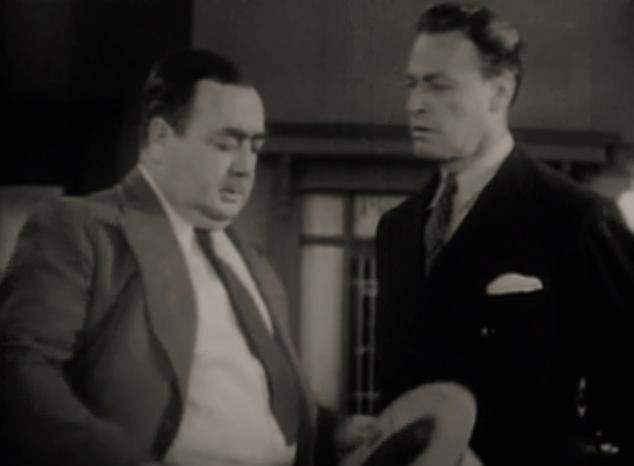
Con Eugene Pallette (izq.) en Strangers of the Evening (1932)